# Пустоиванье
Пустоиванье (укр. Пустоіванне) — село в Козинской сельской общине Дубенского района Ровненской области Украины.
До 2020 года входило в Радивиловский район.
Население по переписи 2001 года составляло 499 человек. Почтовый индекс — 35533. Телефонный код — 3633. Код КОАТУУ — 5625887301.